# Cappella di San Giovanni Bono

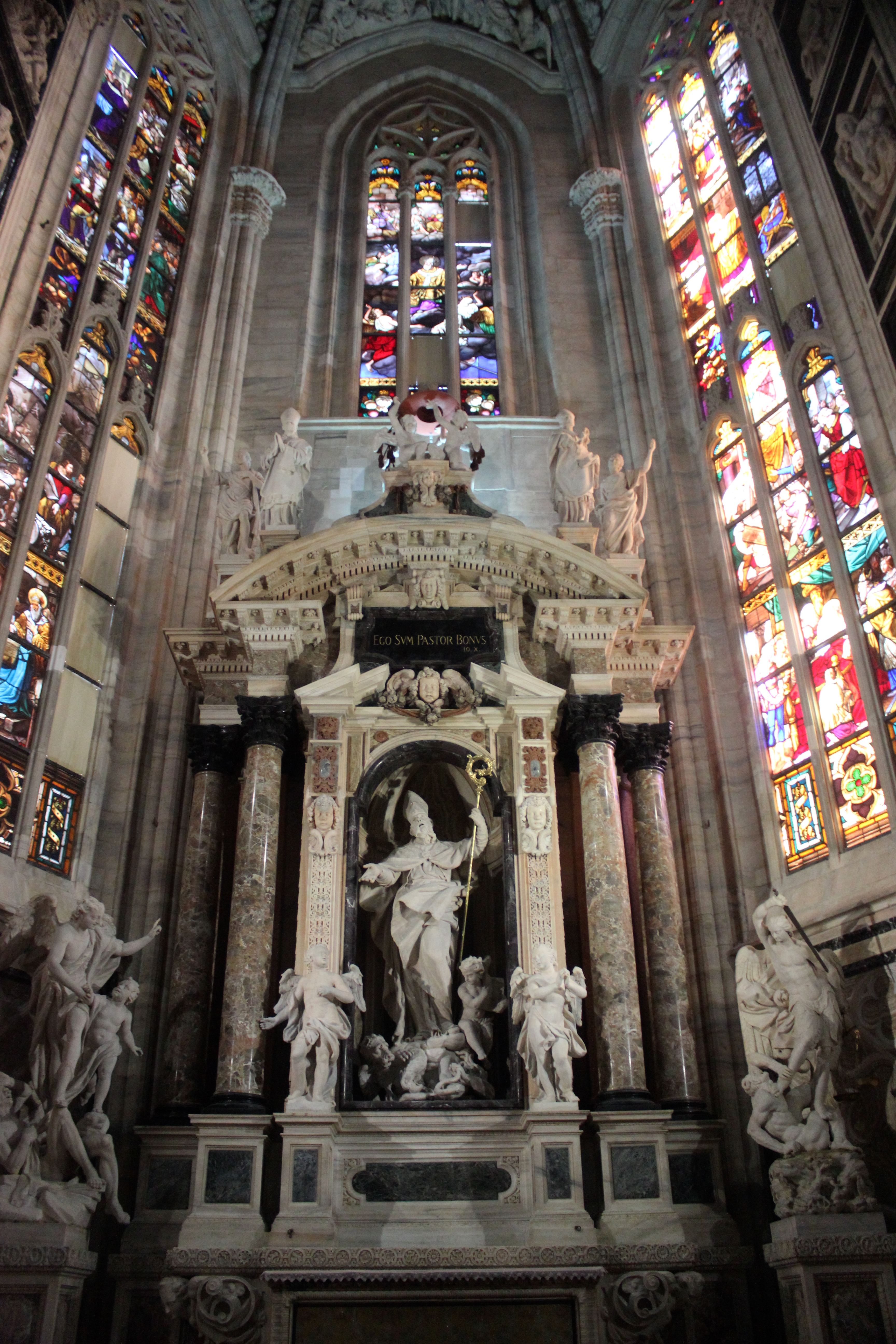
Cappella di San Giovanni Bono

La cappella di San Giovanni Bono è una cappella situato nel transetto meridionale del Duomo di Milano

## Storia e descrizione
La cappella è situata nell'abside del transetto meridionale della cattedrale milanese, l'altare sorge sul posto di un'antica porta della Chiesa per volere di san Carlo Borromeo. All'epoca del cardinale Borromeo infatti, il transetto era percorso durante il giorno da un numero elevatissimo di persone che passavano tra le porte del transetto meridionale e settentrionale per evitare di allungare il percorso attorno alla grande cattedrale; la gente evitava di passare sul retro del duomo in quanto all'epoca occupato dal cimitero della chiesa di Santa Maria Annunciata in Camposanto, camposanto da cui oggi prende il nome la piazza. Il cardinale quindi, non disposto a tollerare quest'usanza sempre più molesta (arrivavano a passarci anche piccoli carretti) fece murare la porta meridionale e settentrionale, obbligando i milanesi ad aggirare la cattedrale. San Carlo Borromeo decise quindi di traslare di resti di San Giovanni Bono, conservati allora nell'antica chiesa di San Michele subtus domum, oggi demolita. Solo nel '700 fu tuttavia realizzato l'altare in cui porre i resti del santo..
La cappella è introdotta da un arco a sesto acuto ornato ai lati da sei bassorilievi della vita del santo, inframezzati l'uno dall'altro da figure delle Virtù Cardinali: alla sinistra sono rappresentati i bassorilevi della Nascita del Santo di Carlo Simonetta, Entrata del Santo a Milano di Cesare Bussola su progetto del padre Dionigi e il viaggio del Santo a Roma di Giovanni Battista Dominione. Sulla destra sono rappresentati i bassorilievi del Santo dalla regina Teodolina di Giovanni Rusnati, gli Ariani scacciati da Bergamo di Siro Zanelli e la Morte del Santo di Giuseppe Bono. La volta è decorata con un gruppo di Angeli in rilievo realizzata dalla collaborazione di tutti gli artisti deputati all'esecuzione dei bassorilievi descritti.
Sulla parete dell'abside del transetto è presente il monumentale altare dedicato al santo: l'imponente edicola fu realizzata nel secondo Settecento in marmi policromi con la sgargiante opulenza tipica dell'epoca, in cui quattro colonne di ordine corinzio reggono un timpano curvilineo spezzato. Al centro dell'altare è raffigurato San Giovanni Bono mentre calpesta l'eresia sotto le sembianze di Lucifero: prima della realizzazione della scultura nel 1763 da parte di Elia Vincenzo Buzzi vi era una pittura del ritratto del santo di Federico Barocci. Affiancati alla statua del santo titolare vi sono un San Michele Arcangelo e un Angelo custode sempre del Buzzi,. Le tre vetrate presenti nella cappella contengono Storie di San Giovanni Bono realizzate nel XIX secolo da Giovanni Bertini.

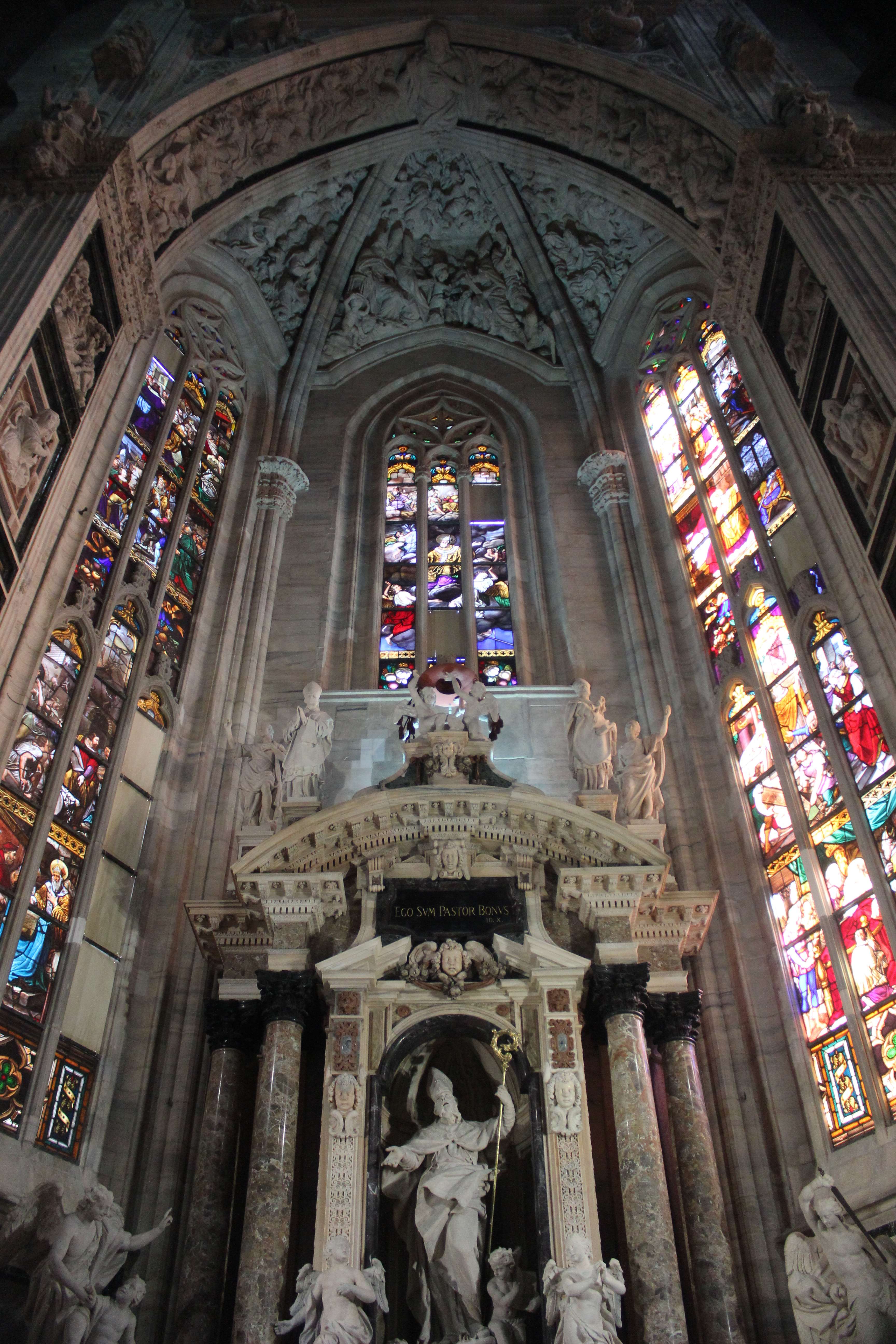
Visione d'insieme della parte sommitale della cappella
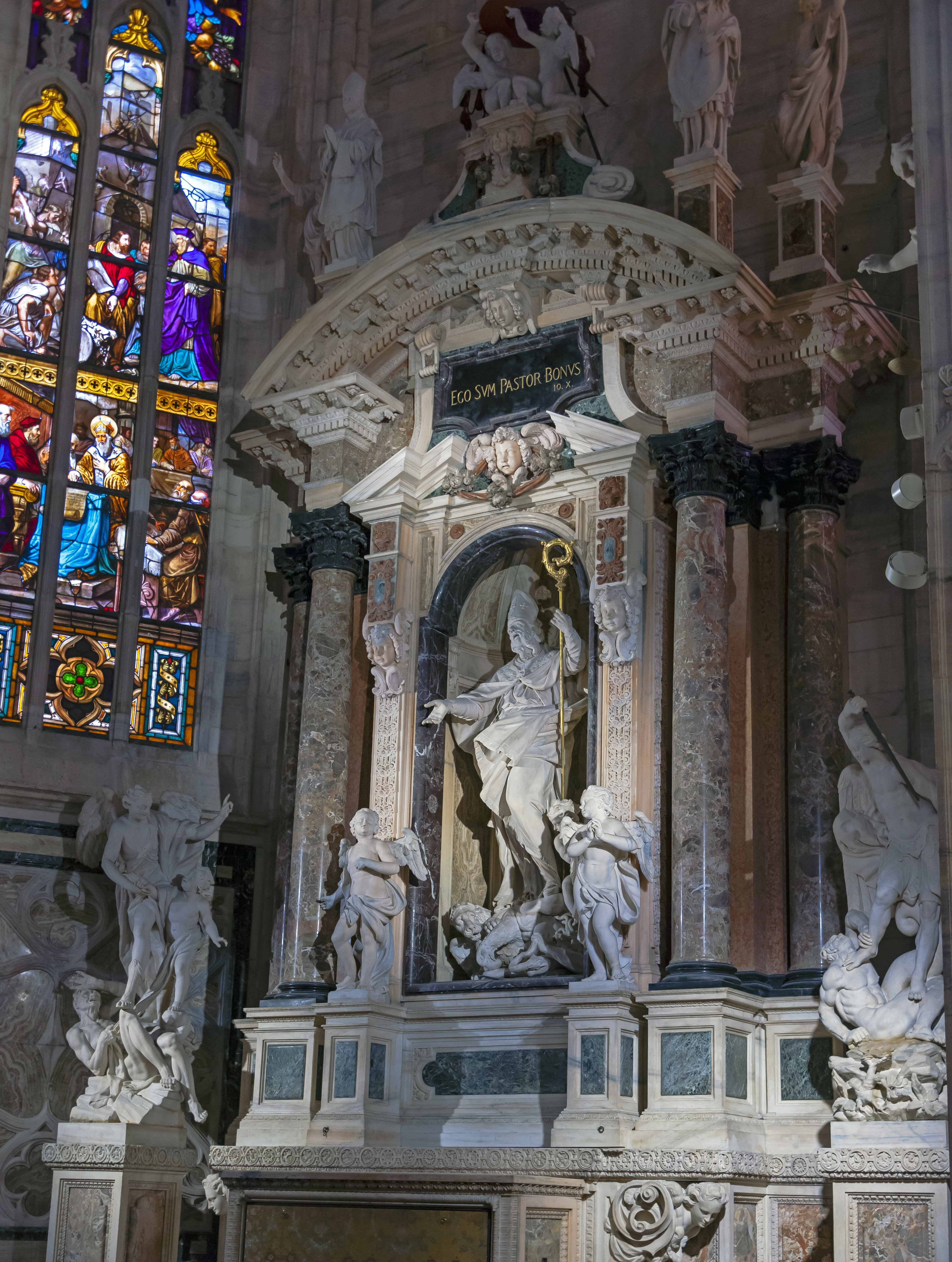
Altare di San Giovanni Bono
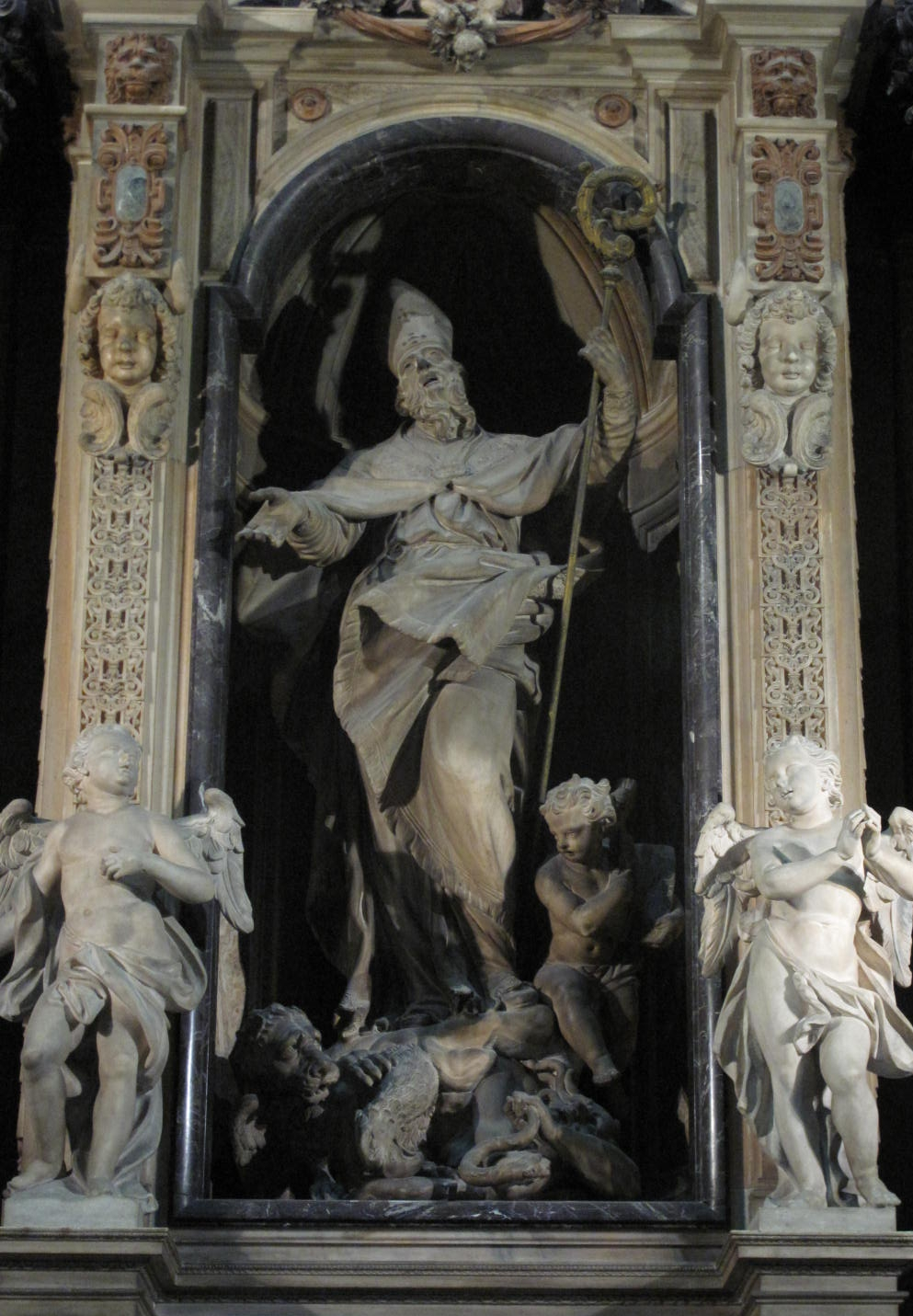
San Giovanni Bono di Elia Buzzi
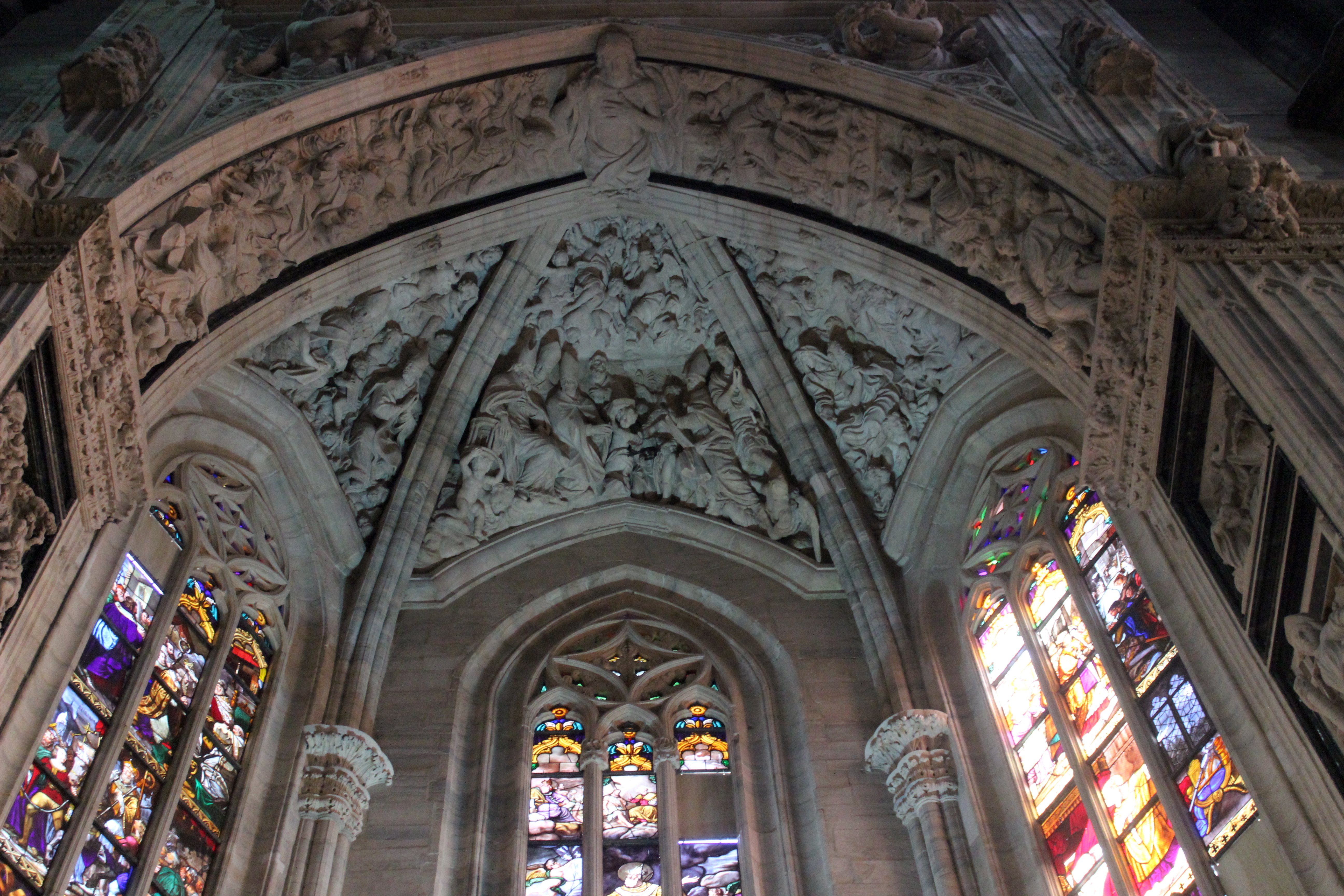
Particolare del soffitto e dell'arco